# Araneus dofleini
Araneus dofleini este o specie de păianjeni din genul Araneus, familia Araneidae. A fost descrisă pentru prima dată de Friedrich Wilhelm Bösenberg și Strand, 1906. Conform Catalogue of Life specia Araneus dofleini nu are subspecii cunoscute.